# Polystachya seidenfadeniana
Polystachya seidenfadeniana är en orkidéart som beskrevs av Joanna Mytnik-Ejsmont och Baranow. Polystachya seidenfadeniana ingår i släktet Polystachya och familjen orkidéer. Inga underarter finns listade i Catalogue of Life.